# IX Premis Feroz
La 9a cerimònia de lliurament dels Premis Feroz, coneguts com a Premis Feroz 2022 van tenir lloc a l'Auditori de Saragossa el 29 de gener de 2022 per premiar el millor en cinema i televisió espanyola, la cerimònia fou presentada pel director Nacho Vigalondo i la comediant Paula Púa. La categoria de Millor Documental al costat del Premi Especial van ser substituïdes els premis Feroz Arrebato de ficció i no ficció. La gala fou retransmesa per Youtube.
Els nominats van ser anunciats el 25 de novembre de 2021 pels actors Elena Rivera Villajos i Brays Efe.

## Guanyadors i nominats
Els nominats a gran part de les categories van ser anunciats el 25 de novembre de 2021, amb El buen patrón liderant les nominacions amb nou, seguida per Maixabel i Madres paralelas amb vuit cadascuna. Los nominados para los premios Feroz Arrebato de ficción y no ficción serán anunciados el 21 de diciembre de 2021.

### Cinema
| Millor pel·lícula dramàtica | Millor pel·lícula de comèdia |
| --- | --- |
| - Maixabel – Produïda per Koldo Zuazua, Juan Moreno, Guillermo Sempere - Espíritu sagrado – Produïda per Miguel Molina, Leire Apellaniz, Marina Perales, Enes Erbay - Libertad – Produïda por Sergi Moreno, Maria Zamora, Tono Folguera, Stefan Schmitz - Madres paralelas – Produïda per Agustín Almodóvar, Esther García - Tres – Produïda per Luisa Romeo | - El buen patrón – Produïda per Fernando León de Aranoa, Jaume Roures, Javier Méndez Zori - Chavalas – Produïda per Miguel Torrente Gómez, Bin Fang - El Cover – Produïda per Kiko Martínez - Sis dies corrents – Produïda per Miriam Porté - Un efecto óptico – Produïda per Juan Cavestany, Alicia Yubero |
| Millor direcció | Millor guió |
| - Rodrigo Cortés per Love Gets a Room - Icíar Bollaín por Maixabel - Rodrigo Cortés por Love Gets a Room - Fernando León de Aranoa por El buen patrón - Clara Roquet por Libertad | - Fernando León de Aranoa per El buen patrón - Rodrigo Cortés, David Safier per Love Gets a Room - Clara Roquet per Libertad - Isa Campo, Icíar Bollaín per Maixabel - Juanjo Giménez Peña, Pere Altimira per Tres                                                                                          |
| Millor actor protagonista | Millor actriu protagonista |
| - Javier Bardem - El buen patrón com Julio Blanco - Roberto Álamo - Josefina com Juan - Ricardo Gómez - El sustituto com Andrés - Eduard Fernández - Mediterráneo com Óscar Camps - Luis Tosar - Maixabel com Ibon Etxezarreta | - Petra Martínez - La vida era eso com María - Tamara Casellas - Ama com Pepa - Penélope Cruz - Madres paralelas com Janis Martínez Moreno - Marta Nieto - Tres com C. - Blanca Portillo - Maixabel com Maixabel Lasa                                                                                       |
| Millor actor de repartiment | Millor actriu de repartiment |
| - Urko Olazabal - Maixabel com Luis Carrasco - Celso Bugallo - El buen patrón com Fortuna - Pere Ponce - El sustituto com Colombo - Chechu Salgado - Las leyes de la frontera com Zarco - Sergi López - La boda de Rosa com Armando - Manolo Solo - El buen patrón com Miralles                                                                              | - Aitana Sánchez-Gijón - Madres paralelas com Teresa Ferreras - Almudena Amor - El buen patrón com Liliana - Anna Castillo - La vida era eso com Verónica - Milena Smit - Madres paralelas com Ana Manso Ferreras - Carolina Yuste - Chavalas com Desi                                                      |
| Millor música original | Millor tràiler |
| - Alberto Iglesias per Madres paralelas - Víctor Reyes per Love Gets a Room - Zeltia Montes per El buen patrón - Vetusta Morla per La hija - Alberto Iglesias per Maixabel | - Miguel Ángel Trudu per La abuela - Maurits Malschaert, Mick Aerts per El buen patrón - Miguel Ángel Sanantonio per Las leyes de la frontera - Alberto Leal per Madres paralelas - Rafa Martínez per Maixabel                                                                                              |
| Millor cartell | Premi Feroz Arrebato de Ficció |
| - Javier Jaén pel cartell A de Madres paralelas - Octavio Terol, Jorge Alvariño per La abuela - Beatriz Riber, Santiago Cubides per Destello bravío - Pablo Sánchez per Dos - Jordi Trilla per Libertad | - Espíritu sagrado, de Chema García Ibarra - ¡Corten!, de Marc Ferrer - Destello bravío, de Ainhoa Rodríguez - Karen, de María Pérez Sanz - El ventre del mar, de Agustí Villaronga |
| Premio Feroz Arrebato de No Ficció | |
| - Sedimentos, d'Adrián Silvestre - Del otro lado, d'Iván Guarnizo - Magaluf Ghost Town, de Miguel Ángel Blanca - Quién lo impide, de Jonás Trueba - Viaje a alguna parte, d'Helena de Llanos | |

### Televisió
| Millor sèrie dramàtica | Millor sèrie de comèdia |
| --- | --- |
| - Cardo – Creada per Ana Rujas, Claudia Costafreda - La Fortuna – Creada per Alejandro Amenábar - Hierro – Creada per Pepe Coira - Historias para no dormir – Creada per Alejandro Ibáñez, Victor García - El tiempo que te doy – Creada per Nadia de Santiago, Pablo Santidrián, Inés Pintor              | - Venga Juan – Creada per Diego San José - Maricón perdido – Creada per Bob Pop - Reyes de la noche – Creada per Adolfo Valor, Cristóbal Garrido - Vida perfecta – Creada per Leticia Dolera                                                                        |
| Millor actor protagonista d'una sèrie | Millor actriu protagonista d'una sèrie |
| - Javier Cámara per Venga Juan com Juan Carrasco - Álvaro Cervantes per El tiempo que te doy com Nicolás "Nico" Torres - Darío Grandinetti per Hierro com Antonio Díaz Martínez - Daniel Grao per HIT com Hugo Ibarra Toledo "HIT" - Javier Gutiérrez per Reyes de la noche com Francisco Javier Maldonado | - Ana Rujas per Cardo com María - Candela Peña per Hierro como Jutgessa Candela Montes - Ana Polvorosa per La Fortuna com Lucía Vallarta - Nadia de Santiago per El tiempo que te doy com Lina Ruiz - Maribel Verdú per Ana Tramel. El juego com Ana Tramel Hidalgo |
| Millor actor de repartiment d'una sèrie | Millor actriu de repartiment d'una sèrie |
| - Enric Auquer per Vida perfecta com Gari - Karra Elejalde per La Fortuna com Enrique Moliner - Adam Jezierski per Venga Juan com Víctor Sanz - Miguel Rellán per Maricón perdido com l'avi de Bob - Alberto San Juan per Reyes de la noche com Cerdán                                                     | - María Pujalte per Venga Juan com Macarena Lombardo - Itsaso Arana per Reyes de la noche com Marga Laforet - Najwa Nimri per La casa de papel com Alicia Sierra Montes - Candela Peña per Maricón perdido com la mare de Bob - Yolanda Ramos per Cardo com Fausta  |

### Premi Feroz d'Honor
- Cecilia Bartolomé[6]

## Múltiples nominacions i premis

### Cinema
| Pel·lícula               | Nominacions |
| ------------------------ | ----------- |
| El buen patrón           | 9           |
| Maixabel                 | 8           |
| Madres paralelas         | 8           |
| Libertad                 | 4           |
| Love Gets a Room         | 3           |
| Tres                     | 3           |
| La abuela                | 2           |
| Chavalas                 | 2           |
| Las leyes de la frontera | 2           |
| El sustituto             | 2           |
| La vida era eso          | 2           |

### Televisió
| Sèrie                | Nominacions |
| -------------------- | ----------- |
| Reyes de la noche    | 4           |
| Venga Juan           | 4           |
| Cardo                | 3           |
| La Fortuna           | 3           |
| Hierro               | 3           |
| Maricón perdido      | 3           |
| El tiempo que te doy | 3           |
| Vida perfecta        | 2           |